# Pozzo d'Adda
Pozzo d'Adda es una localidad y comune italiana de la provincia de Milán, región de Lombardía, con 5.326 habitantes.

## Evolución demográfica
| Gráfica de evolución demográfica de Pozzo d'Adda entre 1861 y 2001 |
|                                                                    |
| Fuente ISTAT - elaboración gráfica de Wikipedia                    |